# جاك جاي لافونتانت
جاك جاي لافونتانت (بالفرنسية: Jack Guy Lafontant)‏؛ (ولد في 4 أبريل 1961) هو سياسي من هايتي ويشغل منصب رئيس وزراء هايتي منذ مارس 2017.